# Dancing with the Stars
A Dancing with the Stars (rövidítve DWTS, jelentése: „Tánc a sztárokkal”) média-franchise. A sorozatok a brit Strictly Come Dancing műsort vették alapul. A név számtalan tehetségkutató sorozatot jelöl az egész világon. A műsor mindegyik variációjában egy tehetséges táncos táncol egy jól ismert hírességgel. A zsűri minden táncos párt értékel, és lehetőség van a játékosok kiszavazására is, telefonon vagy az interneten. A DWTS amerikai változata 2005. június 1-jén mutatkozott be, jelenleg a 29. évadjánál tart. A műsorvezető Tyra Banks, aki Tom Bergeron-t és Erin Andrews-t váltotta le. A franchise Magyarországon 2006 és 2014 között, Szombat esti láz címmel futott, amelyet az RTL Klub vetített. 2020-tól pedig a TV2-n látható Dancing with the Stars címmel.